# Хіросіма-хан
Хіросіма-хан (яп. 広島藩, ひろしまはん; 1600 — 1871) — хан періоду Едо у провінції Акі і частині провінції Бінґо (сучасна префектура Хіросіма). 
Відомий також як Ґейсю-хан (яп. 芸州藩, げいしゅうはん).
Володар хану — рід Асано, статус якого відповідав тодзама даймьо. Головна резиденція знаходилась у замку Хіросіма, сучасному місті Хіросіма префектури Хіросіма. У 17—18 століттях офіційний дохід хану дорівнював близько 426 000 коку.

## Історія

Мон роду Фукусіма

Хан було засновано сьоґунатом у 1600 році, шляхом надання двох провінцій Акі та Бінґо доходом у 490 000 коку з центром у Хіросімі полководцю Фукусімі Масанорі. Початково Хіросімою правив рід Морі на чолі з Морі Терумото, але чере поразку у битві при Секіґахара він втратив більшу частину своїх земель і був силою переселений центральними властями до сусідніх провінцій Суо і Наґато. 
Новий хіросімський господар Фукусіма завершив проведення станової реформи, поділивши населення на самураїв-адміністраторів, міщан і селян, та склав остаточний земельний кадастр. Він облаштував головне призамкове містечко і заклав економічну основу Хіросіма-хану. Проте у 1619 році Фукусіма був позбавлений центральною владою свого володіння і статусу через те, що без дозволу сьоґунату розрочав ремонт укріплень Хіросімського замку, які постраждали від повені. 
Того ж року на місце Фукусіми було призначено Асано Наґаакіру, колишнього володаря Кісю-хану з провінції Кії, який отримав у володіння провінцію Акі та 8 повітів провінції Бінґо доходом у 426 000 коку з центром у Хіросімі. Асано розпочав своє правління з розвитку економіки і спромігся у короткий термін монополізувати торгівлю деревиною, залізом та папером у Внутрішньому Японському морі на відстані між Хіросімою і Осакою. Купці його хану вміло грали на торгах рисом. Вони скуповували дешево товари у сусідніх ханах і, дочекавшись сприятливого моменту на ринку, продавали його по високим цінам. Доходи Хіросіма-хану були такими великими, що серед вчених японських мужів ходила приказка «хіросімський князь — майстер торгівлі».

Мон роду Асано

Асано також проводив курс на централізацію влади у доручених йому територіях, поступово перетворюючи самураїв з вояків у чиновників. Він позбавляв місцеву знать земельних наділів у регіонах і змушував оселятися її у Хіросімі, біля свого призамкового містечка як адміністраторів. 
Другий правитель Хіросіма-хану, Асано Міцуакіра, був онуком великого покійного сьоґуна Токуґави Іеясу, тому сьоґунат дав йому свій дозвіл на використання прізвища Мацудайра, яке носили лише родичі Токуґави, а також дозвіл на створення у своїх володіннях дочірнього Мійосі-хану доходом у 50 000 коку для його бічного брата Асано Наґахару. Цей правитель відзначився налагодженням дорожньої інфраструктури.
За керування четвертого голови, Асано Цунанаґи скарбниця 
Хіросіма-хану почала страждати від нестачі коштів і данини. Проблему владнали скороченням платні васалам-адміністраторам та видачою ханських асигнацій. Водночас, підупав авторитет хіросімського правителя через те, що у 1701 році він не допоміг уберігти від ліквідації сьоґунатом Ако-хан, володіння родичів Асано в провінції Харіма.
З початку 18 століття фінансова криза у Хіросіма-хані стала поглиблюватися. П'ятий правитель Асано Йосінаґа став втілювати курс реформ скерований на централізацію влади, омолодження службових кадрів та посилення контролю над повітами і селами. Проте його політика викликала масове невдоволення і стала причиною масштабного березневого повстання 1718 року. У 1720 році дочірній Мійосі-хан залишився без спадкоємця, тому в березні 1730 року Асано заснував новий дочірній Хіросіма-Сінден-хан доходом у 30 000 коку, який передав своєму молодшому брату Асано Наґатаці. Завданням нового хану була підготовка потенційних спадкоємців для головної хіросімської гілки роду Асано, у випадку переривання останньої.
Негаразди у хані вдалося подолати шостому голові Асано Мунецуне, який почав з викорінення кумівства, хабарництва і корупції серед самурайської адміністрації. Його наступник, сьомий правитель Асано Сіґеакіра, додав до цього курс на заощадження ресурсів, спрощення системи управління та перевиховання службовців. За декілька років господарська система Хіросіма-хану була відновлена, однак несподівані повені, посухи, заморозки і сарана 1780-х років спричинили неврожаї та голод, які у свою чергу підірвали напівнатуральну економіку родини Асано.
За правління дев'ятого голови, Асано Нарітаки, витрати Хіросіма-хану перевищили прибутки. Шлюб з донькою одинадцятого сьоґуна Токуґави Іенарі панною Суе, спорудження синтоїстських святилищ, допомога центральній владі на будівництві та череда неврожаїв поставили хан у дуже скрутне фінансове становище. Для порятунку своїх володінь Асано спробував сприяти розвитку промисловості, посилив існуючу монополію атестованих ним купців на ринку і видав додаткові ханські асигнації. Однак його заходи мали зворотний ефект — люди поставали у селах і містечках, а серед васалів виникла сильна опозиція реформаторському курсу.
Політико-економічні перетворення довгий час не давали позитивного результату, проте у 1862 році, одинадцятий правитель Асано Наґаміті призначив відповідальним за них старійшину Цудзі Масатомо і часткового успіху було досягнуто. Старійшина укріпив виконавчу вертикаль, посилив контроль за фінансовою системою хану, модернізував військо на західний манер. У 1863 — 1865 роках, коли сьоґунат розпочав кампанію по приборканню самураїв роду Морі з Тьосю-хана, сусідні володіння роду Асано були перетворені на штаб командування урядових сил, що сприяло пожвавленню господарства регіону. Незважаючи на економічні вигоди, які сулила війна, Хіросіма-хан виступив проти неї і намагався відігравати роль посередника між Тьосю-ханом і сьоґунатом.
У 1866 році, після смерті чотирнадцятого сьоґуна Токуґави Іемоті, урядова кампанія проти Тьосю-хан фактично завершилась поразкою центральної влади. Через це  рід Асано зазнав впливу антиурядових сил і 1867 року уклав союз з Тьосю-ханом і Сацума-ханом. Того ж року останній сьоґун Токуґава Йосінобу склав свої повноваження і повернув усю повноту влади імператору Японії. У зв'язку з цим утворився новий імператорський уряд з представників ханів Тьосю, Сацуми, Тоси і Хіросіми, які невдовзі розпочали війну з прибічниками зниклого сьоґунату.
Після перемоги імператорських сил у 1869 році новий уряд почав проводити курс на централізацію державного управління. У червні того ж року, у рамках всеяпонської реформи з «повернення володінь і підданих» монарху Японії, дванадцятий і останній правитель Хіросіма-хану Асано Наґакото передав свої родові землі владі. Хан було перетворено на державну адміністративну одиницю, головою якої призначили того ж Асано. 1871 року, в результаті реформи з ліквідації ханів і створення замість них префектур, на основі Хіросіма-хану виникла префектура Хіросіма.
1884 року рід Асано отримав титул маркізів і був причислений до нової японської аристократії. Колишній голова Хіросіма-хану Асано Наґакото жив довго і помер аж у 1937 році, за що японська преса охрестила його «останнім ханським правителем».

## Правителі
| №  | Українською       | Японською | Мон | Статус  | Період      | Дохід   |
| -- | ----------------- | --------- | --- | ------- | ----------- | ------- |
| 1  | Фукусіма Масанорі | 福島正則  |     | тодзама | 1600 — 1619 | 498 000 |
| 1  | Асано Наґаакіра   | 浅野長晟  |     | тодзама | 1619 — 1632 | 426 000 |
| 2  | Асано Міцуакіра   | 浅野光晟  |     | тодзама | 1632 — 1672 | 376 000 |
| 3  | Асано Цунаакіра   | 浅野綱晟  |     | тодзама | 1672 — 1673 | 376 000 |
| 4  | Асано Цунанаґа    | 浅野綱長  |     | тодзама | 1673 — 1708 | 376 000 |
| 5  | Асано Йосінаґа    | 浅野吉長  |     | тодзама | 1708 — 1752 | 426 000 |
| 6  | Асано Мунецуне    | 浅野宗恒  |     | тодзама | 1752 — 1763 | 426 000 |
| 7  | Асано Сіґеакіра   | 浅野重晟  |     | тодзама | 1763 — 1799 | 426 000 |
| 8  | Асано Наріката    | 浅野斉賢  |     | тодзама | 1799 — 1830 | 426 000 |
| 9  | Асано Нарітака    | 浅野斉粛  |     | тодзама | 1831 — 1858 | 426 000 |
| 10 | Асано Йосітеру    | 浅野慶熾  |     | тодзама | 1858        | 426 000 |
| 11 | Асано Наґаміті    | 浅野長訓  |     | тодзама | 1858 — 1869 | 426 000 |
| 12 | Асано Наґакото    | 浅野長勲  |     | тодзама | 1869—1871   | 426 000 |

## Адміністративний поділ
Дані на 1664 рік . Дохід округлений і поданий у тисячах.
| Провінція | Повіт          | Дохід (коку) |
| --------- | -------------- | ------------ |
| Акі       | Акі 安藝郡     | 25 000       |
| Акі       | Камо 賀茂郡    | 49 000       |
| Акі       | Нумата 沼田郡  | 17 000       |
| Акі       | Саекі 佐伯郡   | 35 000       |
| Акі       | Такамія 高宮郡 | 16 000       |
| Акі       | Таката 高田郡  | 47 000       |
| Акі       | Тойота 豊田郡  | 52 000       |
| Акі       | Ямаґата 山県郡 | 29 000       |
| Бінґо     | Есо 恵蘇郡     | 22 000       |
| Бінґо     | Кону 甲奴郡    | 5 000        |
| Бінґо     | Мійосі 三次郡  | 23 000       |
| Бінґо     | Мікамі 三上郡  | 13 000       |
| Бінґо     | Мітані 三谿郡  | 18 000       |
| Бінґо     | Міцуґі 御調郡  | 29 000       |
| Бінґо     | Нука 奴可郡    | 17 000       |
| Бінґо     | Сера 世羅郡    | 29 000       |
| Разом     | Разом          | 426 000      |

## Освіта
Навчальні заклади:
| Назва               | Рік       | Засновник        | Місце         | Предмети                                                       |
| ------------------- | --------- | ---------------- | ------------- | -------------------------------------------------------------- |
| Ґакумон-дзьо 学問所 | 1782      | Асано Сіґеакіра  | Хіросіма      | китайські науки, кокуґаку, західні науки, медицина, арифметика |
| Коґаку-дзьо 講学所  | 1751—1764 | старійшина Уеда  | Хіросіма      | японські науки, китайські науки                                |
| Сюґьо-до 修業堂     | 1790      | Асано Сіґеакіра  | Каґава-Мінамі | китайські науки, медицина                                      |
| Мьодзен-до 明善堂   | 1820      | старійшина Асано | Міхара        | японські науки, китайські науки                                |
| Коґаку-дзьо 講学所  | невідомо  | Рід Асано        | Хіросіма      | китайські науки                                                |